# آویون
آویون (به فرانسوی: Avion) یک کمون در فرانسه است که در پا-دو-کاله واقع شده‌است. آویون ۱۳٫۰۴ کیلومتر مربع مساحت دارد ۵۲ متر بالاتر از سطح دریا واقع شده‌است.

## خواهرخوانده
شهر ازگوژلتس خواهرخواندهٔ آویون هست.